# Nervilieae
Nervilieae – plemię roślin z rodziny storczykowatych (Orchidaceae). Zaliczane są do niego dwa podplemiona i cztery rodzaje. Rośliny z tego plemienia występują w Europie, w większej części Azji oprócz terenów Bliskiego Wschodu oraz w Afryce z pominięciem krajów na północnym i południowym krańcu kontynentu.

## Systematyka
Plemię sklasyfikowane do podrodziny epidendronowych (Epidendroideae) w rodzinie storczykowatych (Orchidaceae), rząd szparagowce (Asparagales) w obrębie roślin jednoliściennych.
Wykaz podplemion
- Epipogiinae Schltr.
- Nerviliinae Schltr.